# Marcel Heuperman
Marcel Heuperman (* 14. Oktober 1994 in Berlin) ist ein deutscher Schauspieler.

## Biografie
Seit 2007 arbeitet Heuperman professionell am Theater. Für sein erstes Engagement entdeckte ihn Frank Castorf und nahm ihn für seine Inszenierung von Emil und die Detektive mit an die Volksbühne Berlin am Rosa-Luxemburg-Platz.
Es folgten mehrere Engagements am Deutschen Theater Berlin.
Sein Regiedebüt bestritt Heuperman mit 16 Jahren und wählte „Frau Hegnauer kommt“, ein Stück über Sterbehilfe, das am 16. Juni 2011 Premiere hatte.
Von 2012 bis 2016 studierte Marcel Heuperman am Thomas-Bernhard-Institut des Mozarteum Salzburg Schauspiel.
In der 2015 erschienenen Romanverfilmung von Clemens Meyers Roman Als wir träumten spielte er eine der Hauptrollen.
Ab der Spielzeit 2015/16 gehört Heuperman zum festen Ensemble des Münchner Residenztheaters.
In der Spielzeit 2019/20 wechselte Heuperman ans Burgtheater Wien und ist seitdem Teil des Ensembles.

## Werkübersicht (Auswahl)

### Schauspieler (Theater)
- 2007–2009: Emil und die Detektive (Regie: Frank Castorf – Volksbühne Berlin)
- 2010/2011: Frühlings Erwachen (Regie: Marc Prätsch – Deutsches Theater Berlin)
- 2011/2012: CLASH (Regie: Nurkan Erpulat – Deutsches Theater Berlin)
- 2011/2012: John Gabriel Borkman (Regie: Vegard Vinge – Volksbühne Berlin (eingeladen zum Berliner Theatertreffen 2012))
- 2012: Odyssee (Regie: Uli Jäckle – Deutsches Theater Berlin)
- 2015/16: Die Netzwelt (Regie: Amelie Niermeyer – Residenztheater München)[2][3]
- 2015/16: Mensch Meier (Regie: David Bösch – Residenztheater München)
- 2015/16: Die Abenteuer des guten Soldaten Svejk im Weltkrieg (Regie: Frank Castorf – Residenztheater München)
- 2015/16: Iwanow  (Regie:  Martin Kušej – Residenztheater München)

### Schauspieler (Film)
- 2015: Als wir träumten
- 2016: Mitten in Deutschland: NSU Die Täter – Heute ist nicht alle Tage
- 2016: Der Milliardenmarsch
- 2016: Polizeiruf 110 – Sumpfgebiete

### Regie
Theater
- 2011: Frau Hegnauer kommt (Autorin: Lisa Stadler)

## Auszeichnungen
- 2017: Nominierung für den Förderpreis beim Kurt-Meisel-Preis der Freunde des Residenztheaters e. V.
- 2018: Nominierung für den Förderpreis beim Kurt-Meisel-Preis der Freunde des Residenztheaters e. V.
- 2019: Nominierung für den Förderpreis beim Kurt-Meisel-Preis der Freunde des Residenztheaters e. V.